# Leslie Hore-Belisha
Leslie Hore-Belisha (Plymouth, 7 settembre 1893 – Reims, 16 febbraio 1957) è stato un politico britannico.

## Biografia
Divenuto deputato nel 1923, fu sottosegretario al Commercio nel 1931 e al Tesoro nel 1932; nel luglio 1934 fu nominato ministro dei Trasporti e mantenne la carica fino al maggio 1937. Divenne molto popolare per i Belisha beacon, segnalatori a luce gialla intermittente, che, per disposizione del ministro, furono installati in tutti gli attraversamenti pedonali.
Nel 1937 divenne ministro della Guerra e cercò di migliorare i rapporti con l'Italia, con l'intento di rompere le strette relazioni fra Mussolini ed Hitler e fare in modo che l'Italia si schierasse contro la Germania. Nell'aprile 1939 fece approvare la coscrizione obbligatoria e fece nominare John Gort come capo di Stato maggiore generale imperiale. Il suo maggior proposito fu quello di rendere l'Esercito ed il servizio militare più popolari presso l'opinione pubblica, modernizzando allo stesso tempo la struttura gerarchica.
Nel 1938 contribuì alla nascita di Radio Londra gestita dalla BBC. Durante la crisi dell'agosto 1939, fu tra i più accesi fautori della linea dura con Hitler e la Germania, anche a costo di arrivare alla guerra; la sera del 2 settembre fu tra coloro che fecero pressione sul primo ministro Chamberlain al fine di inviare l'ultimatum definitivo.
Scoppiata la seconda guerra mondiale, Hore-Belisha organizzò il corpo di spedizione britannico in Francia e nel gennaio 1940 compì una ispezione alla linea Maginot ed alle altre fortificazioni della Francia settentrionale. La sua personale valutazione delle difese fu particolarmente negativa e questo fatto lo pose in contrasto con numerosi membri del governo, tanto da dimettersi nello stesso mese di gennaio. Per il resto del conflitto si astenne dalla politica attiva; entrò brevemente nel governo Churchill tra il giugno ed il luglio 1945 come ministro delle Assicurazioni sociali.